# Helmuth Rilling
Helmuth Rilling, né le 29 mai 1933 à Stuttgart en Allemagne, est un chef d'orchestre et chef de chœur allemand spécialiste notamment de la musique de Bach et de ses contemporains.

## Biographie
Né dans une famille de musiciens, Helmuth Rilling reçoit tout d'abord une éducation religieuse au séminaire protestant dans le Wurtemberg. De 1952 à 1955, il étudie l'orgue, la composition musicale et la direction de chœur au Collège musical de Stuttgart. Il complète ses études musicales avec Fernando Germani à Rome et à l'Académie musicale Chigiana de Sienne. En 1954, il crée le Gächinger Kantorei et en 1965, le Bach-Collegium Stuttgart.
En 1967, Helmuth Rilling part aux États-Unis pour étudier la direction d'orchestre auprès de Leonard Bernstein et est nommé la même année professeur de chant choral à l'Académie musicale d'État de Stuttgart. En 1969, il prend la direction du chœur de Francfort.
Expert dans la musique de Bach, il a enregistré par deux fois l'intégrale des œuvres chorales, soit plus de 1 000 pièces. En 1988, il a dirigé la première mondiale de la Messa per Rossini.
Il est le cofondateur de l'Oregon Bach Festival (en) en 1970 – organisé par l'université de l'Oregon, de laquelle il est professeur émérite –, dont il est le directeur artistique jusqu'en 2013.

## Discographie sélective
- Passion selon saint Jean, de Jean-Sébastien Bach, CBS.
- Magnificat, de Jean-Sébastien Bach, avec le Bach-Collegium Stuttgart, CBS/Sony, 1979
- Passion selon saint Marc (Markus-Passion) de Carl Philipp Emanuel Bach, avec la Gächinger Kantorei et le Bach-Collegium Stuttgart, CBS, 1986
- Enregistrement intégral de l'oeuvre de Jean-Sébastien Bach, Hänssler, 2000